# Caroline Testman
Caroline Sophie Testman, född 1839, död 1919, var en dansk feminist och kvinnorättsaktivist. Hon var medgrundare till Danmarks första kvinnorättsorganisation, Dansk Kvindesamfund (DK), och dess ordförande 1872–1883.